# Stue
For stueetage; se denne.
En stue er et opholdsrum i en større bolig. Rummet benyttes normalt til sociale begivenheder, og er møbleret med siddemøbler som stole og sofaer, samt borde og evt. reoler. I moderne stuer vil der som oftest være et fjernsyn eller lignende underholdningsapparat at finde i rummet.

## Historisk
På herregårde og blandt velstående borgere i byerne blev der opført boliger, som kunne være langt større end almindeligt i landsbyer, og som kunne afvige betydeligt fra lokal byggeskik, ofte påvirket af forbilleder i udland. I sådanne miljøer blev der efterhånden indført mere differentierede etager med separate rum til mange formål. Der blev tidlig udskilt separat køkken - og senere kom også spisestuer og soverum. Mange rum fik sammensatte betegnelser med -stue eller -kammer som sidste led, fx ammestue og fruestue.
Boligerne i det øvre samfundslag påvirkede også byggeskikke i by og landsby, og i løbet av 1800-tallet blev det også i landsbyerne almindeligt at bygge større hus med differentierede etager. Mange funktioner blev, da flyttet ud af stuerummet, som tidligere havde været «alrum» for ophold, madlavning, måltider, hvile, socialt samvær og søvn.
I borgerlige miljøer blev stuerummene yderligere differentieret efter formål - og i fornemme boliger eller lejligheder kunne der være mange stuer på rad og række, med navn som spisestue, dagligstue, hagestue og herreværelse eller rygeværelse. Det vigtigste opholdsrum kunne blive kaldt salon, et navn som stadig er meget anvendt, ikke mindst som betegnelse på møblementet, som er almindeligt i stuer. 

## I dag
Stuen er i dag et rum i næsten alle boliger, og stuen er blevet husets samlingsted hvor sociale aktiviteter foregår. I stigende grad bliver funktioner som i nær fortid hørte til i egne rum nu lagt i stuen, som af og til kaldes «alrum» med et ord lånt fra svensk. Særlig i mindre lejligheder i byerne bliver køkken og spisested integreret i stuerummet. 
I boliger og lejligheder med god plads, kan der fortsat findes mange typer stuer:
- Dagligstue
- Spisestue, gerne udstyret med spisebord
- TV-stue, gerne udstyret med mediecenter
- Pejsestue
- Kælderstue
- Legestue

Navnene hænger sammen med disse stuetypers funktion. For eksempel dominerer TV-apparatet i TV-stuen osv. Imidlertid har ikke alle bygninger areal nok til mange stuetyper, og mange må nøjes med én stue.

## Populære møbler til stuen
- Bord (fx spisebord)
- Sofa
- Lys
- Pejs
- Stereoanlæg
- TV, videoafspiller, DVD-afspiller